# Rumeur des mutilations d'équidés en France en 2020

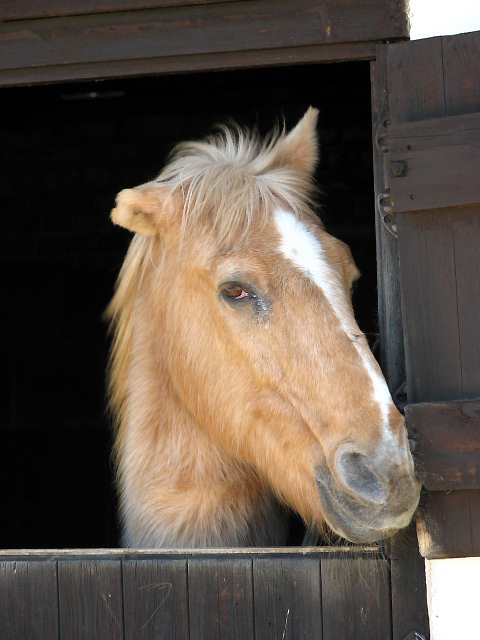
Cheval palomino dans son box, avec l'oreille droite abîmée.

Les mutilations d'équidés en France en 2020 sont une affaire médiatique et judiciaire française qui se déroule en 2020 et qui a pris de l'ampleur dans la France entière. 
Selon des journalistes et des membres de la police, des chevaux et des ânes sont retrouvés tués et mutilés. On parle d'une trentaine d'animaux entre janvier et août 2020, auxquels s'ajoutent les découvertes d'animaux blessés ou dont une oreille a été sectionnée — généralement l'oreille droite de l'animal et de manière post-mortem. La plupart des mutilations sont chirurgicales et sans présence de sang. Diverses pistes sont évoquées, notamment le fétichisme, une dérive sectaire de nature sataniste, et un défi lancé sur internet.
L'affaire remonte jusqu'au ministre français de l'Agriculture, Julien Denormandie. Pourtant, les enquêtes journalistiques montrent qu'il s'agit « d’une psychose collective » motivée par la quête de célébrité de certains faux témoins et influenceurs, les enquêtes ayant conclu que « l’immense majorité des décès avaient des causes naturelles », et que les mutilations sont le fait d'animaux charognards.

## Contexte
Les mutilations de bétail et de chevaux ne sont pas un phénomène nouveau, des signalements survenant de manière sporadique depuis les années 1970 et 1980 dans les pays anglophones et en Allemagne notamment, aux USA depuis les années 60, le plus souvent sans explication claire,,,.
En mai 2020, Le Nouveau Détective sort un article où il est question de chevaux tués avec une oreille coupée au scalpel.

## Déroulement

### Faux témoignage de Pauline Sarrazin et origines de la rumeur
Le 6 juin 2020, Pauline Sarrazin, une femme originaire de Dieppe, affirme avoir retrouvé l'une de ses juments agonisante, l'oreille droite coupée et la tête fracassée. Elle avertit alors la police, puis Les Informations dieppoises — le journal local,. Fait important, elle crée un groupe sur Facebook (Justice pour nos chevaux) pour regrouper les témoignages,. Le groupe fédère des éleveurs qui auraient été confrontés à des affaires similaires. Pauline Sarrazin dépose plainte le 25 juin. 

### Propagation de la rumeur
Des premiers signalements en France remonteraient au début de l'année 2020, mais une accélération du phénomène serait constatée durant l'été. Entre le mois de février 2020 et le 1er juillet 2020, une dizaine de chevaux et d'ânes sont concernés dans toute la France, dont au moins 4 dans la région de Picardie. Le premier signalement concerne un cheval à Quend Plage et deux autres à Berny-en-Santerre (Somme), tous trois retrouvés morts avec l'oreille droite sectionnée. L'affaire est révélée par l'hebdomadaire Le Nouveau Détective, fin mai, qui incrimine un « gang de tueurs de chevaux ».
Ces faits provoquent de fortes inquiétudes chez les propriétaires de chevaux, qui tendent à rentrer leurs animaux et à s'organiser pour mettre des surveillances en place, Des personnes se présentant comme propriétaires de chevaux français mutilés s'organisent sur les réseaux sociaux en juin 2020, notamment pour recenser ces cas. Fin août, le nombre de chevaux tués puis mutilés dans toute la France se porterait à 33 animaux, dont une vingtaine ont eu l'oreille sectionnée.

### Panique symbolique
Alors que la rumeur enfle, le 28 août, le ministre français de l'Agriculture Julien Denormandie se rend en Saône-et-Loire pour rencontrer et soutenir les propriétaires d'un cheval mutilé.
D'après le ministère de l'Intérieur, « certains faits rappellent des pratiques liées à des rituels sectaires et notamment dits sataniques ». Tous les types de chevaux sont concernés par ces mises à mort et mutilations, sauf les chevaux de trait. La coupe et la collecte des oreilles laisse penser à du fétichisme ou à une collection de trophées, typique des tueurs en série. Ont aussi été évoqués la psychopathie, ainsi qu'un lien avec la tauromachie, une pratique de coupe de l'oreille du taureau étant connue ainsi que l'acte d'exsanguination .
Plusieurs propriétaires de chevaux décident de ne plus les sortir.
Cette médiatisation provoque une grande émotion sur les réseaux sociaux, avec des appels à la chasse à l'homme, au lynchage des coupables, et des signalements de plaques d'immatriculations.
Durant la nuit du 30 au 31 août 2020, deux automobilistes sont arrêtées par une femme éleveuse et sa fille armées, et accusées de faire du repérage pour mutiler des chevaux près de Rosporden. Les deux victimes déposent une plainte, qui débouche sur une convocation au tribunal de l'éleveuse et de sa fille, poursuivies pour violences avec armes en réunion et immixtion dans une fonction publique. Elles sont condamnées à six mois de prison avec sursis et font l'objet d'une interdiction de port d'arme pendant trois ans. Franck Buors, l’avocat des deux victimes, obtient 800 € de dommages et intérêts pour le préjudice moral de sa cliente restauratrice et 500 € pour son autre cliente.
La gendarmerie du Finistère appelle par la suite les éleveurs à « ne pas se faire justice eux-mêmes ».  Le 9 septembre, le ministre de l'Agriculture Julien Denormandie annonce la mise en place d'un Numéro Vert destiné aux propriétaires de chevaux victimes, auquel répondront 15 spécialistes de l'Institut français du cheval et de l'équitation.
La découverte de mutilations dans le Jura suscite des commentaires dans la presse suisse,.
Mi-septembre sur le réseau social Twitter, une « blague absurde » affirme que Nagui serait l'auteur de ces mutilations, l'intéressé affirme dans un tweet ne pas comprendre ces accusations, cette rumeur deviendra une blague récurrente et un mème Internet.
Une cellule d'enquête, spécialement dédiée aux chevaux mutilés, avait été ouverte au niveau national.

### Enquêtes
Fin juin 2020, le Service central du renseignement territorial recoupe ces différentes affaires, et privilégie la piste d'une superstition ou d'un rituel satanique. Des recherches se portent entre autres sur le dark web.
Le 24 août 2020, la gendarmerie de l'Yonne diffuse le portrait-robot d'un suspect, après que ce dernier a été aperçu tentant de s'attaquer à des poneys sur une propriété privée de la commune de Villefranche Saint Phal, avec un complice. Ce suspect a été mis en fuite par le propriétaire des poneys, qui s'est interposé et a été blessé durant l'altercation. Le propriétaire dira plus tard « je les ai entendus échanger dans une langue étrangère, avec un fort accent des pays de l’est ».
Le 28 août, Julien Denormandie fait le point sur l'enquête en cours, qui ne permet pas à ce stade d'incriminer une communauté organisée ou un effet de mimétisme.
Début septembre 2020, selon Jacques Diacono, de l’Office central de lutte contre les atteintes à l'environnement et à la santé publique, l'origine humaine des mutilations n'est certifiée que dans 20 à 25 % des cas,. La piste des charognards est évoquée. L'historien des religions et spécialiste des mouvements sectaires Jacky Cordonnier (MIVILUDES) attribue les sévices et mutilations à des rituels de sorcellerie, en particulier ceux visant à s'approprier la force de l'animal en récupérant son sang, ses yeux ou ses oreilles. 
Au 8 septembre, 153 enquêtes sont ouvertes dans toute la France en relation avec cette affaire. 
Dans la ville d'Arnac-la-Poste, des recherches ont été menées par les services de gendarmerie qui sont en contact avec la gendarmerie nationale[pas clair], afin de vérifier s'il y a déjà eu des similitudes sur des enquêtes au niveau national. De nombreuses pistes existent dans le but de trouver un auteur ou de possibles imitateurs, mais aucune n'a abouti,. 
Des véhicules de vacanciers ont été signalés à tort (menant à leur harcèlement), et des accusations incriminant de jeunes suspects, attribués à une vétérinaire, se sont révélées fausses. 
Fin août, des rumeurs de mutilations de chevaux à Pouzauges et à Talmont-Saint-Hilaire, en Vendée, se révèlent fausses. 
Le 30 août, la gendarmerie interpelle en Seine-Maritime un ressortissant polonais de 35 ans, ressemblant au portrait robot diffusé par les autorités dans l’Yonne, au volant de son utilitaire. Les enquêteurs découvrent également un couteau de type commando dans le véhicule. Après vérifications de son alibi, l’homme est innocenté et relâché. Le 7 septembre 2020, un autre suspect ressemblant au portrait-robot est placé en garde à vue dans le Haut-Rhin, puis innocenté et relâché.

### Remise en cause des attaques
Les premiers résultats de l'enquête montrent que sur les 460 cas recensés, seuls 84 seraient d'origine humaine, soit près de 20%. 
À la fin de l'été 2020, 500 cas de mutilations ont été signalés pour 80 imputables à l'homme (16% des attaques). Ces résultats furent publiés en septembre 2020 dans un CheckNews de Libération, quelques signalements relevant de la rumeur. Selon Mathieu Deslandes, journaliste à la revue des médias (INA), qui a enquêté sur le sujet, ces attaques n'ont pas été coordonnées. « Ce sont des cas isolés qui n'ont pas de lien entre eux. On n'a pas de gangs qui auraient traversé la France pour s'en prendre aux chevaux ». 
Le 27 août, l'expertise du cadavre d'un cheval retrouvé à Sainte-Colombe-sur-Gand, dans la Loire, écarte la piste humaine, les mutilations post-mortem (œil arraché, oreille coupée et museau tranché) résultant de l'action d'un animal charognard tel qu'un blaireau ou un rongeur. Dans l'essentiel des cas, les « mutilations » observées sont finalement considérées par les experts comme des attaques classiques de charognards sur des animaux déjà morts, qui s'en prennent prioritairement aux parties faciles à prélever (oreilles, yeux). 
Sur la dizaine de cas de mutilations connue en Ille-et-Vilaine, aucune n'est d'origine humaine. Le flot d'appel a alors été considéré par la gendarmerie comme étant une « véritable hystérie collective ».
Fin 2020, Marie-Béatrice Tonanny, coordinatrice nationale à la sous-direction de la police judiciaire, révélait dans une interview à l'AFP que « les actes de cruauté n'ont pas explosé par rapport aux autres années [...] Il y a eu une petite augmentation, peut-être due à la médiatisation et aux copycats. Ce qui explose, c'est le nombre de signalements, d'appels de personnes nous disant "mon cheval est blessé" ».

### Remise en cause de la version de Pauline Sarrazin
Une enquête a été ouverte contre Pauline Sarrazin. Le 4 juin 2020 — deux jours avant la mort de sa jument —, Pauline avait reçu un message de la Direction départementale de la protection des populations lui disant qu'elle serait contrôlée. L'alerte avait été donnée le 2 juin par un vétérinaire qui avait déjà dû euthanasier cinq des chevaux de Pauline Sarrazin en sept mois, les autres chevaux étant « maigrissimes », « sous-nourris » et « infestés de poux ». Plusieurs fois, il a indiqué à Pauline Sarrazin que les quantités de nourriture fournies étaient insuffisantes, qu'elle n'avait visiblement pas les moyens de garder autant d'animaux. Il n'a pas mentionné les impayés accumulés — le confinement l'avait privée de ses missions d'intérim, il comprenait — mais il a suggéré qu'on abusait de sa gentillesse.
En janvier 2021, Pauline Sarrazin avoue avoir menti : elle a fait croire que sa jument a été attaquée, alors qu'elle est responsable de la mort de cette jument,,. Sa chienne Louna s'était alors attaquée au cadavre de la jument par manque de nourriture. Ne voulant pas qu'elle soit euthanasiée, elle avait inventé ce mensonge,.

## Réactions

### Avant la révélation de la supercherie

#### FFE
La Fédération française d'équitation s'est portée partie civile le 19 août 2020, en soutien aux propriétaires d'équidés qui ont déposé plainte. La Mission interministérielle de vigilance et de lutte contre les dérives sectaires (MIVILUDES) a également annoncé apporter son aide sur cette affaire. 

#### Fondation Brigitte-Bardot
La Fondation Brigitte-Bardot se porte partie civile.

#### Personnalités politiques
Jean-Luc Poulain, président du Salon du cheval de Paris, dénonce sur RTL « un réseau de malades mentaux » et des actes « inqualifiables ». 
Le ministre de l'Agriculture Julien Denormandie parle d'« actes de cruauté d'une barbarie inimaginable ».

#### Gendarmerie
La gendarmerie française diffuse des conseils aux propriétaires de chevaux : surveiller les prés quotidiennement, ne pas laisser le licol sur les chevaux, et poser une caméra de surveillance.

### Après la révélation de la supercherie

#### Pauline Sarazin
Le 25 juin 2021, Pauline Sarrazin est condamnée par le tribunal correctionnel de Dieppe à « quatre mois de prison avec sursis pour mauvais traitements et dénonciation mensongère », avec interdiction de détenir un animal pendant trois ans, et d'exercer une profession en lien avec les chevaux.

#### Journaliste desInformations dieppoises
Augustin Bouquet des Chaux, journaliste aux Informations dieppoises et premier à avoir « starisé » la fausse plaignante Pauline Sarrazin, fait son mea culpa face aux conséquences de son erreur : « Ça ne s'est pas fait dans la précipitation, je ne cherchais pas le buzz à tout prix, la justice prenait l'affaire au sérieux… J'aurais pu être un peu moins affirmatif, mais je n'ai pas le sentiment d'avoir commis d'erreur », même si « sans Pauline S., les chevaux mutilés, ça serait resté dans Détective ». 
Pour le procureur de la République, Étienne Thieffry, « Il y a parfois un décalage entre la façon dont on peut percevoir des récits d'infraction et le retentissement qu'elles peuvent susciter [...]. Il fallait prendre le temps d'enquêter ».